# 大厂县站
大厂县站，原名夏垫站，位于河北省廊坊市大厂回族自治县夏垫镇，是京哈铁路的一个车站，距北京站44公里，距哈尔滨站1205公里，现由北京局集团唐山车务段管辖。该站目前仅办理货运业务。

## 车站周边
- 民得利博览超市
- 君千喜鹤生鲜超市
- 東方美墅
- 大厂高级实验中学